# Gaura Barhaj
Gaura Barhaj là một thành phố và là nơi đặt ban đô thị (municipal board) của quận Deoria thuộc bang Uttar Pradesh, Ấn Độ.

## Nhân khẩu
Theo điều tra dân số năm 2001 của Ấn Độ, Gaura Barhaj có dân số 35.279 người. Phái nam chiếm 53% tổng số dân và phái nữ chiếm 47%. Gaura Barhaj có tỷ lệ 57% biết đọc biết viết, thấp hơn tỷ lệ trung bình toàn quốc là 59,5%: tỷ lệ cho phái nam là 65%, và tỷ lệ cho phái nữ là 47%. Tại Gaura Barhaj, 16% dân số nhỏ hơn 6 tuổi.